# Domingo Giscardi
Doménico María Giscardi, más conocido como Domenico Giscardi y, en España, como Domingo Giscardi (Génova, 3 de agosto de 1725, Cádiz 1 de noviembre de 1805) fue un escultor italiano afincado en Cádiz a finales del siglo XVIII.

## Obra
Está considerado como uno de los más prolíficos y mejores tallistas e imagineros del barroco gaditano del siglo XVIII y su obra puede verse, mayoritariamente, en la provincia de Cádiz
Empezó en su Génova natal, dónde aprendería la corriente de la zona, el barroco genovés.
Atraído por la abundancia de trabajos y la prosperidad económica de Cádiz, llegó a la ciudad española en 1753 y se estableció en una península andaluza en plena expansión por ser puerto de entrada al comercio con Las Indias. Su trabajo se desarrolló desde 1766 (año del que datan las primeras obras, en la Cofradía de la Columna) hasta, al menos, 1781 (año con la última obra documentada del escultor italiano).

### El barroco gaditano
Domingo fue parte de una serie de escultores venidos de Italia, que alternaron el mármol con la madera, entre los que se encontraban Francesco Galeano, Antonio Molinari Mariapessi, Jàcome Vaccaro, Pedro Laboria o Testori d'Arculler. Fruto de aquella época es necesario referirnos a la Iglesia de Santa Cruz y la Catedral de Cádiz como grandes puntas de lanza de la corriente artística de la época.
Fruto de las manos del italiano pueden ser una serie de piezas encontradas en casa de un escultor isleño junto a unas piezas de La Roldana, que formaron parte de un inmenso monumento eucarístico de Jueves Santo que se instaló en la Catedral de Cádiz.

### Localización de obras
- Inmaculada Concepción, en la Iglesia de Santa Cruz (Catedral Vieja)[9]
- Cristo Crucificado, en la Iglesia de Santa Cruz (Catedral Vieja),[1][10] 1771
- Virgen Dolorosa bajo palio, en María Santísima de las Lágrimas (Cádiz),[11] 1776
- Cuatro ángeles y una estatua de fé. Catedral de Cádiz (Cádiz),[1]1781
- Cristo, en Nuestra Madre y Señora del Carmen Coronada (Cádiz)[12]
- San Juan Evangelista, en María Santísima de las Angustias (Cádiz)[13]
- Virgen, en la archicofradia de la Columna (Cádiz)[14]
- Ángeles lampareros, en la Nuestra Señora de la Palma (Cádiz)[14]
- Cristo Resucitado, en la Iglesia de San Antonio de Padua, Cofradía de la Columna (Cádiz)[15]
- Santa Ana y la Virgen Niña, en Ermita de Santa Ana (Chiclana)[16][14][17]

### Atribuciones
- Cristo de la Agonía, Cristo de la Expiración (Limpias)[18][1]
- Sagrada Familia en la parroquia de Nuestra Señora de la O (Rota)[14][1][19]
- Santísima Trinidad, en la Iglesia del Carmen (Cádiz)[20][1]
- San José y San Saturio, Real Capilla del Pópulo (Cádiz)[21][1]
- Cristo Resucitado, Oratorio de San Felipe Neri (Cádiz)[22]
- San José con Niño, Iglesia San Pablo (Cádiz)[23][1]
- Tobías y el Ángel, en la Iglesia de San Antonio de Padua (Cádiz)[24][1]
- Virgen con el Niño, en la Iglesia de San Jorge (Alcalá de los Gazules)[25]
- San José, Iglesia de San Agustín (Icod de los Vinos)[26] 1801

### Obras perdidas o desaparecidas
- Nuestra Señora del Carmen, Cofradía de Nuestra Señora del Carmen (Cádiz)[1]

## Biografía
Hijo de Nicolás Giscardi y de Magdalena Giscardo, casado con Rosa Jaina, natural de San Fernando, el 4 de agosto de 1760. Tuvo cinco hijos: María Paula (13 de agosto de 1761), Cayetano Ceferino (26 de agosto de 1766), Pedro Antonio (3 de enero de 1769), Margarita María (10 de diciembre de 1774) y José Cayetano (8 de enero de 1783).
Su esposa fallece, a los 48 años de edad, el 10 de agosto de 1791 y está enterrada en la Parroquia de Santa Cruz.